# Wiślana Flotylla Strażnicza
Wiślana Flotylla Strażnicza (niem. Weichselschutzflotille) – niemiecka ochotnicza formacja paramilitarna działająca na Wiśle w latach 1918–1919. Jej zadaniem była ochrona linii demarkacyjnej w rejonie Otłoczyn-Silno oraz pełnienie służby patrolowej i policyjnej na Wiśle. Podzielona była na dwie grupy – zespół Danzig składał się z dwóch uzbrojonych lodołamaczy i kilku statków uzbrojonych, natomiast w skład zespołu Thorn wchodziły 2 statki uzbrojone oraz 7 uzbrojonych motorówek. Flotylla podlegała dowódcy XVII Korpusu Armijnego armii Ober-Ost.